# ミニスカパン
ミニスカパンは、日本テレビ系で放送されたバラエティ番組『THE夜もヒッパレ』から誕生した女性アイドルグループ。2001年に主に活動。メンバーは三浦理恵子、来栖あつこ、上良早紀の3人。

## 特徴
- 『THE夜もヒッパレ』内での登場時、それぞれの衣装がミニスカートとホットパンツだった為、それらの名称の一部である「ミニスカ」と「パン」を合わせた造語が、グループ名の由来とされる。
- 各メンバーの衣装の分担は、以下の通りである。
  - 三浦理恵子：ミニスカート
  - 来栖あつこ、上良早紀：ホットパンツ
- 衣装の関係で、股下の露出度が高く、3人の体形も相まって「美脚ユニット」と評された。
- 来栖と上良は、同じ芸能事務所（サンミュージックプロダクション）からそれぞれデビューしており、同事務所の先輩・後輩だった時期がある。ただし2001年の時点では、来栖が別の芸能事務所に移籍していた。
- 2001年11月のCDデビュー曲「愛のさざなみ」は、1968年に島倉千代子が歌った同名の曲のカバーである。

### 番組内グループ名の変遷
- 当初、三浦と来栖の2人で共演した際に「ミニスカパン」と呼ばれた（衣装の分担も前述の通りで、名前の由来も同様）。
- その後、上良が加わった際、ホットパンツのメンバーが1人増えた（「ミニスカパン」＋「パン」）という理由で、当初「ミニスカパンパン」と呼ばれたりもした。
- なお同時期に、三浦と来栖に加えて、上良の代わりに、黒のレザー地のホットパンツ姿だったROLLYが共演した時も、同じ理由で「ミニスカパンパン」と呼ばれた。
- ただし、三浦・来栖・上良での共演が番組内で定着してからは、3人で「ミニスカパン」と呼ばれるようになった。

## ディスコグラフィー
- 愛のさざなみ  (C/W)抱いてDarlin'（2001年11月7日、ビクターエンタテインメント、VICL-35326）